# Ute, Iowa
Ute là một thành phố thuộc quận Monona, tiểu bang Iowa, Hoa Kỳ. Năm 2010, dân số của thành phố này là 374 người.

## Dân số
Dân số qua các năm:
- Năm 2000: 378 người.
- Năm 2010: 374 người.